# Batillipes spinicauda
Batillipes spinicauda är en djurart som tillhör fylumet trögkrypare, och som beskrevs av Gallo D'Addabbo, Sandulli och de Zio Grimaldi 2005. Batillipes spinicauda ingår i släktet Batillipes och familjen Batillipedidae. Inga underarter finns listade i Catalogue of Life.